# یوآنا یندریکا
یوآنا یندریکا (لهستانی: Joanna Jędryka؛ زادهٔ ۱ ژانویهٔ ۱۹۴۰) بازیگر اهل لهستان است.
او فارغ‌التحصیل رشتهٔ بازیگری در مدرسه ملی فیلم ووچ در سال ۱۹۶۵ میلادی است.
از فیلم‌ها یا مجموعه‌های تلویزیونی که وی در آن‌ها نقش داشته‌است، می‌توان به چگونه جنگ جهانی دوم را آغاز کردم، دارکوب، ماری کوری، ماجراهای میخاو، قماری بالاتر از زندگی، دست‌نوشته ساراگوسا و ع چون عشق اشاره نمود.